# ヤルミラ・クラトフビロバ
ヤルミラ・クラトフヴィロヴァ（Jarmila Kratochvílová, 1951年1月26日- ）は、チェコスロバキアの元陸上競技選手。女子800mの世界記録保持者。

## 人物
同時代に活躍したマリタ・コッホ（旧東ドイツ）の影に隠れた存在であったが、1983年の世界選手権ヘルシンキ大会において400mで47秒99の世界新記録で優勝した。同年7月26日にはミュンヘンで800mを1分53秒28で走るという驚異的な世界新記録を樹立していた。
400mの世界記録は2年後にコッホに奪還されたものの、2020年現在でも史上2位の記録であり、800mの世界記録はいまだに破られる気配すらなく、陸上競技の男女を通じた全種目の中で最古の屋外記録となっている。
彼女の女性的でない容貌や、27歳になるまで400mで53秒台に過ぎなかったベスト記録が最終的に32歳で47秒台まで縮まるなど不自然な記録の伸び方から薬物使用（ドーピング）の疑いがあった。

## 1983年の活躍
1983年はクラトフヴィロヴァが最も驚異的な成績を残した年である。
7月26日にミュンヘンで行われた大会の800ｍで、1分53秒28という驚くべき世界新記録を樹立する。
翌8月に行われた第1回世界陸上選手権においてクラトフヴィロヴァは400mと800mで優勝候補筆頭に上げられた。400ｍでは世界記録保持者のコッホが欠場したため有力な対抗馬は見当たらなかった。当時400ｍと800ｍは予選なども含めて日程が重なることが多く、体力的に極めて厳しいことは明白であった。特に厳しかったのは第3日であった。この日は同じ午後に400mの準決勝と800mの決勝が行われるという前代未聞の強行日程であった。しかし400mで難なく決勝進出を決めると、直後の800m決勝を1分54秒69で優勝した。前月に出した世界記録には1秒以上及ばないものの、この記録は現在でも世界陸上の大会記録であり、当時世界歴代3位だったオルガ・ミネエワの記録を上回るものである。またこの記録より早い記録を出した者は現在でもクラトフヴィロヴァを含めて5人しかいない。
つづく400m決勝では、コッホの持つ世界記録を更新し女子史上初めて48秒の壁を破る47秒99の驚異的な世界新記録で優勝した。
12月にUPI通信が欧州のスポーツ記者による最優秀スポーツ選手を選出した際、女子部門で最優秀を獲得した。四大大会3連勝で注目されたテニス選手マルチナ・ナブラチロヴァを抑えての選出であった。

## 主な実績
| 年   | 大会                             | 場所                       | 種目         | 結果    | 記録      |
| ---- | -------------------------------- | -------------------------- | ------------ | ------- | --------- |
| 1979 | ヨーロッパ室内陸上競技選手権大会 | ウィーン(オーストリア)     | 400m         | 2位     | 51秒81    |
| 1980 | オリンピック                     | モスクワ(ソビエト連邦)     | 200m         | -（1q） | DNS       |
| 1980 | オリンピック                     | モスクワ(ソビエト連邦)     | 400m         | 2位     | 49秒46    |
| 1981 | ヨーロッパ室内陸上競技選手権大会 | グルノーブル(フランス)     | 400m         | 1位     | 50秒07    |
| 1981 | IAAFワールドカップ               | ローマ(イタリア)           | 200m         | 2位     | 22秒31    |
| 1981 | IAAFワールドカップ               | ローマ(イタリア)           | 400m         | 1位     | 48秒61    |
| 1982 | ヨーロッパ室内陸上競技選手権大会 | ミラノ(イタリア)           | 400m         | 1位     | 49秒59    |
| 1982 | ヨーロッパ陸上競技選手権大会     | アテネ(ギリシャ)           | 400m         | 2位     | 48秒85    |
| 1982 | ヨーロッパ陸上競技選手権大会     | アテネ(ギリシャ)           | 4×400mリレー | 2位     | 3分22秒17 |
| 1983 | ヨーロッパ室内陸上競技選手権大会 | ブダペスト(ハンガリー)     | 400m         | 1位     | 49秒69    |
| 1983 | 世界陸上競技選手権大会           | ヘルシンキ(フィンランド)   | 400m         | 1位     | 47秒99    |
| 1983 | 世界陸上競技選手権大会           | ヘルシンキ(フィンランド)   | 800m         | 1位     | 1分54秒68 |
| 1983 | 世界陸上競技選手権大会           | ヘルシンキ(フィンランド)   | 4×400mリレー | 2位     | 3分20秒32 |
| 1984 | ヨーロッパ室内陸上競技選手権大会 | イェーテボリ(スウェーデン) | 200m         | 1位     | 23秒02    |
| 1985 | IAAFワールドカップ               | キャンベラ(オーストラリア) | 800m         | 2位     | 2分01秒99 |
| 1987 | 世界陸上競技選手権大会           | ローマ(イタリア)           | 800m         | 5位     | 1分57秒81 |

- 1qは1次予選